# Río Uiarra
El río Uiarra es un curso de agua del norte de la península ibérica, afluente del Urederra por la derecha. Discurre por las provincias españolas de Álava y Navarra.

## Curso
Nace en el entorno del concejo alavés de Contrasta y, tras penetrar en Navarra, atraviesa los términos de Larraona, Aranarache y Eulate y entra en la Améscoa Baja. Termina desembocando en el río Urederra en Barindano. Aparece descrito en el decimosexto volumen del Diccionario geográfico-estadístico-histórico de España y sus posesiones de Ultramar de Pascual Madoz de la siguiente manera:

VIARRA: r. de Navarra, part. jud. de Estella, nace en térm. de Contrasta (prov. de Alava) y entra en Navarra á los 3/4 de leg. de su nacimiento por el valle de Amescoa Alta, baña el terreno de Eulate, Aranarache y Larraona, y penetrando en la Amescoa Baja, corre hacia Barindano, en cuya jurisd. se confunde con el r. Urederra; cria poca pesca.
(Madoz, 1850, p. 13)

Las aguas del río, perteneciente a la cuenca hidrográfica del Ebro, acaban vertidas en el Mediterráneo.